# Quem terra, pontus, sidera
Quem terra, pontus, aethera of Quem terra, pontus, sidera (Latijn, Nederlands: Die aarde, zee en hemel/sterren) zijn de beginwoorden van een hymne op de Maagd Maria die toegeschreven wordt aan Venantius Fortunatus. 
Paus Urbanus VIII veranderde in 1632 het woordje aethera in sidera voor het Romeins brevier. In het Romeins brevier wordt de hymne in twee kortere hymnes geknipt. Het eerste gedeelte begint met Quem terra, pontus, sidera en wordt gebruikt in de Metten van Mariafeesten. Het tweede gedeelte begint met O gloriosa virginum en wordt gebruikt in de lauden van Mariafeesten. Beide hymnes eindigen met de gebruikelijke afsluiting voor Mariale hymnes: Jesu tibi sit gloria, etc.

## Tekst Quem terra, pontus, sidera
1.

Quem terra, pontus, aethera (sidera)

colunt, adorant, praedicant,

trinam regentem machinam,

claustrum Mariae baiulat.
2.

Cui luna, sol et omnia

deserviunt per tempora,

perfusa caeli gratia

gestant puellae viscera.

3.

Beata Mater, munere

cuius supernus Artifex,

mundum pugillo continens,

ventris sub arca clausus est.

4.

Beata caeli nuntio,

fecunda Sancto Spiritu,

desiderata gentibus

cuius per alvum fusus est.

5.

Iesu, tibi sit gloria,

qui natus es de Virgine,

cum Patre, et almo Spiritu

in sempiterna saecula. Amen.
1.

Die aarde, zee en sterrenheer,

aanbidden, prijzen als hun Heer,

drievoudig luist'rend naar zijn wet,

ligt in Maria's schoot gebed.
2.

Die maan en zon en al wat leeft
eerbiedig dient en ere geeft,
doorstroomd met 's hemels liefde, draagt
Hem onder 't hart een reine maagd.
3.

Moeder, gezegend bovenal
dat gij de Schepper die 't heelal
houdt in de holte van zijn hand,
in uwe tedere schoot omspant.
4.

U meldt een engel van de Heer:
de Heil'ge Geest daalt in u neer.
't Verlangen aller volken wordt
in uw omhulsel uitgestort.
5.

U, Jezus, zij de heerlijkheid,
die uit een Maagd geboren zijt,
U met de Vader en de Geest
zij lof op dit gezegend feest. Amen.

## Tekst O gloriosa virginum
1.

O gloriosa virginum,

sublimis inter sidera,

qui te creavit, parvulum

lactente nutris ubere.
2.

Quod Heva tristis abstulit,

tu reddis almo germine:

intrent ut astra flebiles

caeli recludis cardines.

3.

Tu Regis alti ianua

et aula lucis fulgida:

vitam datam per Virginem,

gentes redemptae, plaudite.

4.

Iesu, tibi sit gloria,

qui natus es de Virgine,

cum Patre, et almo Spiritu

in sempiterna saecula. Amen.
1.

O schoonste maagd, o zuiv're bruid

boven de sterren blinkt gij uit,

Hem die u schiep, des Hemels vorst,

geeft gij te drinken aan uw borst.
2.

De vrucht die Eva ons ontnam,
bloeit welig weer aan uwe stam.
Voor al wie wenend opziet, zijt
gij 't venster op de eeuwigheid.
3.

De poort van 's konings hoog paleis,
de drempel van het paradijs.
Verloste volken, jubelt luid
voor 't leven dat de Maagd ontsluit.
4.

U, Jezus, zij de heerlijkheid,
die uit een Maagd geboren zijt,
U met de Vader en de Geest
zij lof op dit gezegend feest. Amen.